# Urbania
Urbania es un municipio italiano y su capital, de 6.639 habitantes de la provincia de Pesaro y Urbino (región de las Marcas), ubicada alrededor de 80 kilómetros al oeste de Ancona y alrededor de 40 km al suroeste de Pésaro, junto al río Metauro. 
Urbania limita con los siguientes municipios: Acqualagna, Apecchio, Cagli, Fermignano, Peglio, Piobbico, Sant'Angelo in Vado, Urbino.
Es famosa por su producción de cerámica y mayólica.

## Historia
En un principio era conocida como Castel delle Ripe, se trataba de una comuna libre del partido güelfo. En 1277 fue destruida por los gibelinos; reconstruido por el provenzal Guillaume Durand (1284), en aquella ocasión fue rebautizada como Casteldurante. Más tarde estuvo gobernada por la familia Brancaleoni. Cuando estos últimos fueron expulsados, la ciudad se ofreció a los duques de Urbino, que usaron el palacio de esta ciudad como residencia veraniega e hicieron que la restauraran arquitectos como Francesco di Giorgio Martini. El último duque della Rovere, Francisco María II, se encuentra enterrado en el Palacio Ducal de Urbania.
En 1631 pasó a formar parte de los Estados Papales. Cinco años más tarde cambió de nuevo su nombre al actual, en honor del papa Urbano VIII. 
Después de la Segunda Guerra Mundial Urbania recibió la Medalla de Bronce por el Valor Militar por las hazañas de sus ciudadanos durante la guerra partisana.

## Lugares de interés
- Palacio Ducal, alberga un museo y una biblioteca con mapas confeccionados por Gerardo Mercator.
- Chiesa dei Morti (Iglesia de los Muertos), con momias naturales de la Edad Media y el Renacimiento.
- Las murallas medievales.

## Evolución demográfica
| Gráfica de evolución demográfica de Urbania entre 1861 y 2001 |
|                                                               |
| Fuente ISTAT - elaboración gráfica de Wikipedia               |

## Personalidades relacionadas con Urbania
- Urbano VIII
- Donato Bramante
- Cipriano Piccolpasso
- Joaquin Clavería

- Datos: Q190134
- Multimedia: Urbania / Q190134

1. ↑  Worldpostalcodes.org, código postal n.º 61049.
2. ↑  «Codici Catastali». Comuni-italiani.it (en italiano). Consultado el 29 de abril de 2017.